# Aspirina (revistă)

Aspirina este o revistă de satiră politică din România, lansată în aprilie 2003 de Mircea Dinescu cu denumirea „Aspirina săracului”.
În martie 2006, revista a fost relansată într-o nouă formulă, intitulată Aspirina.